# Helmut Salden
Helmut Salden (geboren als Helmut Sklarzewski 20. Februar 1910 in Essen; gestorben 2. Januar 1996 in Amsterdam) war ein deutsch-niederländischer Grafiker und Buchgestalter.

## Leben
Helmut Otto Michael Sklarzewski wurde in Rüttenscheid als Sohn des Wilhelm Sklarzewski und der Elisabeth Kunz geboren, er hatte drei Geschwister. Die Familie nannte sich ab 1914 Salden. Ein Neffe ist der 1930 geborene Schriftgestalter Georg Salden. 
Salden machte eine Lehre als technischer Zeichner beim Essener Anlagenbauer Koppers und studierte von 1929 bis 1931 an der Folkwangschule. Er besuchte dort den Unterricht der Abteilung Schrift- und Plakatkunst bei Wilhelm Poetter und die Fachklasse für Werbegrafik und Fotografie bei Max Burchartz. Er wurde danach als Burchartz' Assistent angestellt und später als Hilfslehrer und unterrichtete das Fach Fotografie. 
Nach der Machtübergabe an die Nationalsozialisten 1933 wurde Salden aus politischen Gründen durch den von den Nationalsozialisten eingesetzten Schuldirektor Albert Mankopf entlassen. Salden emigrierte nach Frankreich und von dort nach Mallorca, wo er sich als Hilfsarbeiter durchschlug und Albert Vigoleis Thelen kennenlernte. Aufgrund politischer Unruhen in der Spanischen Republik ging er in die Schweiz, wo er bei Hendrik Marsman, einem Freund Thelens, unterkam. Mit diesem zog er 1938 in die Niederlande, wo er als Buchgestalter arbeitete, nebenher studierte er an der Koninklijke Academie van Beeldende Kunsten. Er entwarf Bücher für die Verlage H.P. Leopold, Hollandia Drukkerij, De Arbeiderspers und Em. Querido und arbeitete auch noch nach der deutschen Besetzung der Niederlande im Mai 1940. Er schloss sich dem niederländischen Widerstand an.
1941 sollte Salden zur Wehrmacht eingezogen werden, und er versuchte sich dem zu entziehen. Er wurde aufgespürt und als Fahnenflüchtiger im Mai 1943 zum Tode verurteilt. Die Todesstrafe wurde in eine Haftstrafe umgewandelt, und Salden machte eine Odyssee durch verschiedene Strafanstalten, das KZ Herzogenbusch und das Emslandlager Walchum. Salden hat seine Erlebnisse während der Inhaftierung in mehreren kleinen Beiträgen in niederländischer Sprache zwischen 1954 und 1992 veröffentlicht, die 2003 unter dem Titel Oorlogsberichten in Helmut Salden. Letterontwerper en boekverzorger erschienen. Konrad Merz hat Saldens Haftgeschichte in der Novelle Die schwankende Zeit verarbeitet. 1952 stellte er in Deutschland einen Antrag auf Wiedergutmachung, der 1977 aus formalen Gründen abgelehnt wurde.
Nach der Befreiung 1945 ging er zurück in die Niederlande, wo er wieder als Buchgestalter arbeiten wollte, was ihm als Deutschen anfangs nicht leicht gemacht wurde. Er lebte und arbeitete in Ilpendam, Wassenaar, Haarlem und ab 1960 in Amsterdam. 
Salden entwarf Bucheinbände und Buchumschläge unter anderem für die Autoren Margaretha Vasalis, Jan van Nijlen, Henriette Roland Holst, Marnix Gijsen. Er arbeitete mit dem Verlag G.A. van Oorschot bei dessen Russische Bibliotheek. 1946 erhielt er den Auftrag für die Erstausgabe von Het Achterhuis von Anne Frank. Salden wurde mit dem Staatspreis für Typographie für eine Ausgabe der Werke von J.H. Leopold ausgezeichnet und mit dem Amsterdamer Werkmanprijs für eine Ausgabe der Werke von Paul van Ostaijen.
Im Jahr 2003 gab seine Witwe Katja Vranken eine mit seinen Handzeichnungen illustrierte Biografie heraus.